# Liga dos Ateus Militantes
A Liga dos Ateus Militantes (em russo:  Союз воинствующих безбожников Soyuz voinstvuyushchikh bezbozhnikov); ou Sociedade dos Ateus (Общество безбожников Obshchestvo bezbozhnikov); ou União dos Ateus (Союз безбожников Soyuz bezbozhnikov), era uma organização ateísta e antirreligiosa, composta de trabalhadores e da intelligentsia, que se desenvolveu na Rússia soviética sob a influência das visões políticas ideológicas e culturais do Partido Comunista Soviético, de 1925 a 1947. Era constituída de membros do Partido e do movimento juvenil Komsomol, trabalhadores, militares veteranos e de pessoas sem afiliação política específica.
A Liga abraçou trabalhadores, camponeses, estudantes e a intelligentsia. Teve seus primeiros afiliados nas fábricas, usinas, fazendas coletivas (kolkhoz) e nas instituições de ensino. No início de 1941, ela possuía aproximadamente 3,5 milhões de membros de 100 nacionalidades e tinha cerca de 96.000 escritórios em todo o país. Guiada pelos princípios bolcheviques de propaganda antirreligiosa e pelas ordens do partido com relação à religião, a Liga tinha o objetivo de exterminar a religião em todas as suas formas de manifestações e de formar uma mentalidade científica antirreligiosa entre os trabalhadores. Ela disseminou o ateísmo e os progressos científicos, e conduziu o "trabalho individual" (um método de enviar tutores ateístas para se encontrarem com indivíduos crentes a fim de convencê-los do ateísmo, o que poderia ser seguido de assédio caso os crentes não concordassem).
O slogan da Liga era "A luta contra a religião é uma luta pelo socialismo", a qual pretendia impor suas visões ateístas na economia, política e cultura. Um dos slogans adotados no 2º congresso foi "A luta contra a religião é uma luta pelo Plano quinquenal" A Liga possuía conexões internacionais, tendo sido parte da Internacional dos Livres Pensadores Proletários e, mais tarde, da União Mundial dos Livres Pensadores.